# Челеста
Челе́ста (італ. celesta, від celeste — небесний) — ударно-клавішний музичний інструмент, формою схожий на піаніно. Використовується у симфонічному оркестрі. Відрізняється ніжним звучанням, яке нагадує звук дзвіночків. Діапазон челести становить 1–5 октави.
У 1860-х роках французький майстер Віктор Мюстель створив музичний інструмент «дульсітон». Пізніше, в 1886 році, його син Огюст Мюстель вдосконалив «дульсітон», який з того часу отримав назву «челеста». Введена у симфонічний і камерний оркестри французькими і російськими композиторами. Одним із перших челесту в оркестрі застосував Ернест Шоссон в музиці до п'єси Шекспіра «Буря» (1888). Під час своєї подорожі до Парижу «челесту Мюстель» почув Петро Чайковський і на стільки був вражений її звучанням, що використав цей інструмент у своїх творах: симфонічній баладі «Воєвода» (1891) і в балеті Лускунчик.